# Czworogratka dwupasek
Czworogratka dwupasek, czworogratka sadówka (Amphigerontia bifasciata) – gatunek owada z rzędu psotników i rodziny psotnikowatych.

## Taksonomia
Gatunek ten opisał jako pierwszy Pierre-André Latreille w 1799 roku pod nazwą Psocus bifasciatus. W 1880 roku Hermann Julius Kolbe wyznaczył go gatunkiem typowym nowego rodzaju Amphigerontia. Jeszcze do lat 40. XX wieku gatunek ten często mylony był w literaturze z czworogratką nadrzewkiem (Amphigerontia contaminata).

## Morfologia
Owad ten osiąga od 4,5 do 4,8 mm długości przedniego skrzydła. Podstawowa barwa ciała może być od jasnoszarej po czarnobrunatną. Brunatne, lekko u wierzchołków rozjaśnione czułki u samca osiągają niemal długość przedniego skrzydła, zaś u samicy są nieco krótsze. Oczy złożone mają barwę czarną. Tułów jest od spodu ciemniejszy niż z wierzchu i jasno obwiedziony. Tergity tułowia są matowe. U obu płci przednie skrzydła są przezroczyste z nielicznymi plamkami i przepaskami oraz zgrubiałymi pterostygmami. Barwa odwłoka ma żółtawy odcień, a plamki na nim nie formują pierścieni. Genitalia samca cechują się symetrycznym hypandrium podzielonym u wierzchołka na trzy płaty, z których środkowy jest zaostrzony. Paramery są wąskie, wydłużone, rozszerzone u szczytu, nieprzyrośnięte do prącia. Samica ma T-kształtny znak na płytce sugenitalnej i dwupłatowe walwy zewnętrzne.

## Ekologia i występowanie
Biotopem tego owada są lasy, sady, ogrody, parki oraz inne zadrzewienia i zarośla. Żeruje na porostach i grzybach strzępkowych. Bytuje głównie na konarach i gałęziach drzew i krzewów iglastych i liściastych, w tym brzóz, buków, cisów, dębów, jarzębów, kolcolistów, leszczyn, modrzewi, sosen, wierzb i wiśni ptasiej, żarnowców. Znajdywany był także na trawach z rodzaju piaskownica. W zależności od warunków klimatycznych aktywność tego gatunku zaczyna się w maju, czerwcu lub lipcu, a kończy w październiku lub listopadzie.
Gatunek współcześnie holarktyczny. W Palearktyce znany jest z Irlandii, Wielkiej Brytanii, Francji, Belgii, Luksemburgu, Holandii, Niemiec, Szwajcarii, Austrii, Włoch, Danii, Szwecji, Finlandii, Estonii, Łotwy, Polski, Czech, Słowacji, Węgier, Rumunii, Chorwacji, Serbii, Ukrainy, Rosji i Mongolii. Z Nearktyki podawany jest z Kanady i Stanów Zjednoczonych. W Polsce należy do gatunków pospolitych i licznych.